# Кордавил (Масачусетс)
Кордавил (енгл. Cordaville) насељено је место без административног статуса у америчкој савезној држави Масачусетс.

## Демографија
По попису из 2010. године број становника је 2.650, што је 135 (5,4%) становника више него 2000. године.
| Група             | 2000.         | 2010.         |
| Белци             | 2.298 (91,4%) | 2.268 (85,6%) |
| Афроамериканци    | 20 (0,8%)     | 19 (0,7%)     |
| Азијати           | 130 (5,2%)    | 249 (9,4%)    |
| Хиспаноамериканци | 44 (1,7%)     | 67 (2,5%)     |
| Укупно            | 2.515         | 2.650         |